# Dragon head Miracle
「Dragon head Miracle」（ドラゴン ヘッド ミラクル）は、吉井和哉のライブ映像作品（「 - tour 2008」）、及びライブ・アルバム。

## 解説
吉井のソロデビュー時より、レコーディングに参加していたドラマー、ジョシュ・フリーズをツアーメンバーに迎え行われたツアーより、Zepp Tokyo公演の模様を収録。2012年8月29日にライブ本編のみを収録したBlu-ray Discが発売された。

## 映像収録曲
1. Do The Flipping
2. Biri
3. サイキックNo.9
THE YELLOW MONKEY『8』収録曲。
4. HOLD ME TIGHT
5. ルーザー
6. I Love You Baby
THE YELLOW MONKEY『FOUR SEASONS』収録曲。
7. BLOWN UP CHILDREN
8. 人それぞれのマイウェイ
9. 黄金バッド
10. ALL BY LOVE
11. I WANT YOU I NEED YOU
12. Pain
13. FOR ME NOW
14. マンチー
15. WEEKENDER
16. シュレッダー
17. TALI
18. CALL ME
19. 見てないようで見てる
THE YELLOW MONKEY『SICKS』収録曲。
20. Shine and Eternity

特典映像
- ツアードキュメンタリーダイジェスト
- フォトコレクション

## アルバム収録曲

### DISC1
1. Do The Flipping
2. Biri
3. サイキックNo.9
4. HOLD ME TIGHT
5. ルーザー
6. I Love You Baby
7. BLOWN UP CHILDREN
8. 人それぞれのマイウェイ
9. 黄金バッド
10. ALL BY LOVE
11. I WANT YOU I NEED YOU
12. Pain
13. FOR ME NOW
14. マンチー
15. WEEKENDER
16. シュレッダー

### DISC2
1. TALI
2. CALL ME
3. 見てないようで見てる
4. Shine and Eternity
5. バッカ
DVD未収録。

## サポートメンバー
- ジョシュ・フリーズ - ドラム
- 鶴谷崇 - キーボード
- 三浦淳悟 - ベース
- 日下部正則 - ギター
- ジュリアン・コリエル（英語版） - ギター